# Episodi di Frasier (seconda stagione)
La seconda stagione della sitcom Frasier è stata trasmessa in prima visione negli Stati Uniti d'America da NBC dal 20 settembre 1994 al 23 maggio 1995.
| nº | Titolo originale                            | Titolo italiano                       | Prima TV USA      | Prima TV Italia |
| -- | ------------------------------------------- | ------------------------------------- | ----------------- | --------------- |
| 1  | Slow Tango in South Seattle                 | Tango a Seattle                       | 20 settembre 1994 | 1995            |
| 2  | The Unkindest Cut of All                    | Eddie                                 | 27 settembre 1994 |                 |
| 3  | The Matchmaker                              | L'appuntamento                        | 4 ottobre 1994    |                 |
| 4  | Flour Child                                 | Un padre in prova                     | 11 ottobre 1994   |                 |
| 5  | Duke's, We Hardly Knew You                  | American Bar                          | 18 ottobre 1994   |                 |
| 6  | The Botched Language of Cranes              | Una gaffe dietro l'altra              | 1º novembre 1994  |                 |
| 7  | The Candidate                               | Il candidato                          | 8 novembre 1994   |                 |
| 8  | Adventures in Paradise (1)                  | Avventura in paradiso (prima parte)   | 15 novembre 1994  |                 |
| 9  | Adventures in Paradise (2)                  | Avventura in paradiso (seconda parte) | 22 novembre 1994  |                 |
| 10 | Burying a Grudge                            | Un vecchio rancore                    | 29 novembre 1994  |                 |
| 11 | Seat of Power                               | Il trono della discordia              | 13 dicembre 1994  |                 |
| 12 | Roz in the Doghouse                         | Hey Bulldog                           | 3 gennaio 1995    |                 |
| 13 | Retirement is Murder                        | Arrendersi è un delitto               | 10 gennaio 1995   |                 |
| 14 | Fool Me Once, Shame on You, Fool Me Twice.. | L'inganno                             | 7 febbraio 1995   |                 |
| 15 | You Scratch My Book...                      | Un attacco di onestà                  | 14 febbraio 1995  |                 |
| 16 | The Show Where Sam Shows Up                 | La confessione                        | 21 febbraio 1995  |                 |
| 17 | Daphne's Room                               | La stanza di Daphne                   | 28 febbraio 1995  |                 |
| 18 | The Club                                    | Il club                               | 21 marzo 1995     |                 |
| 19 | Someone to Watch Over Me                    | L'ammiratrice                         | 28 marzo 1995     |                 |
| 20 | Breaking the Ice                            | Rompere il ghiaccio                   | 18 aprile 1995    |                 |
| 21 | An Affair to Forget                         | Il maestro di scherma                 | 2 maggio 1995     |                 |
| 22 | Agents in America, Part III                 | Una questione di immagine             | 9 maggio 1995     |                 |
| 23 | The Innkeepers                              | Gli allegri fratelli                  | 16 maggio 1995    |                 |
| 24 | Dark Victory                                | Compleanno al buio                    | 23 maggio 1995    |                 |